# Стригалёв, Анатолий Анатольевич
Анато́лий Анато́льевич Стригалёв (7 октября 1924, Ленинград — 24 февраля 2015) — советский и российский историк искусства и архитектуры, искусствовед. Исследователь русского авангарда, специалист по Владимиру Татлину. Участник Второй мировой войны.

## Биография
Анатолий Стригалёв родился 7 октября 1924 года в Ленинграде (по другим сведениям — в Москве). Мать — художница Екатерина Константиновна Стригалёва.
Участник Второй мировой войны.
В 1952 году окончил Московский архитектурный институт (МАрхИ), начинал как архитектор. Был ведущим научным сотрудником Государственного института искусствознания и Института теории и истории архитектуры (ЦНИИТИА, ныне Научно-исследовательский институт теории и истории архитектуры и градостроительства Российской академии архитектуры и строительных наук).  Диссертацию на соискание учёной степени кандидата искусствоведения защитил на тему «Ленинский план монументальной пропаганды и проблемы становления советской архитектуры».
Исследователь русского авангарда, специалист по конструктивизму, Владимиру Татлину, Константину Мельникову, Якову Чернихову.
Вернул в научный оборот имя Якова Чернихова, впервые опубликовал два рукописных текста Чернихова — «Моё жизнеописание» и «Тематика по общим вопросам архитектуры». В 1985 году составил (совместно с Ириной Коккинаки) первый после значительного, в несколько десятилетий, перерыва сборник, посвящённый Константину Мельникову («Константин Степанович Мельников: Архитектура моей жизни. Творческая концепция. Творческая практика»). В 1993—1994 годах был одним из организаторов выставки «Владимир Татлин. Ретроспектива» (Дюссельдорф, Баден-Баден, Москва, Санкт-Петербург).
Также занимался архитектурой Германии и Австрии, особенно интересовался австрийским барокко и художниками Сецессиона.
Умер в ночь с 23 на 24 февраля 2015 года (по другим данным — 25 февраля). Похоронен на Введенском кладбище (21 уч.).
Архитектуровед Елена Овсянникова написала на смерть Анатолия Стригалёва:
Он был авторитетнейшим знатоком архитектуры и искусства авангарда и единственным в своём роде биографом Владимира Татлина, основным автором всех вышедших монографий о художнике, составителем каталогов и выставок его произведений.

## Награды
- Орден Отечественной войны II степени (1985)[2].